# Wrong Turn 4: Bloody Beginnings
Wrong Turn 4: Bloody Beginnings es una película de terror estadounidense del año 2011. Fue dirigida por Declan O'Brien y protagonizada por Jenny Pudavick, Tenika Davis, Kaitlyn Leeb, Terra Vnesa y Victor Zinck Jr.. La película fue lanzada directamente a DVD el 25 de octubre de 2011. Es la cuarta película de la serie de películas Wrong Turn. La mayor parte de la película fue filmada en el Centro de Salud Mental Brandon, abandonado en Manitoba. El rodaje comenzó en febrero de 2011. Se trata de una precuela de la original Wrong Turn, teniendo como antagonistas a los tres caníbales de la primera película.

## Argumento
En 1974, en el Sanatorio de Glenville en Virginia Occidental, los hermanos Tres Dedos, Tuerto y Dientes de Sierra, conocidos como los hermanos Hillickers, escapan de sus celdas y liberan a los otros pacientes. Juntos, masacran brutalmente a los enfermeros y médicos.
Veintinueve años después, en 2003, nueve estudiantes de la Universidad de Weston (Kenia, Jenna, Vincent, Sara, Bridget, Kyle, Claire, Daniel y Lauren) pasan sus vacaciones de invierno en motos de nieve de camino a la cabaña en las montañas de su amigo Porter. Sin embargo, se pierden en una tormenta de nieve y se ven obligados a refugiarse en el Sanatorio de Glensville para pasar la noche, donde viven los Hillickers. Lauren recuerda las historias de su hermano sobre el sanatorio y los caníbales, pero sus amigos no le creen. Mientras el grupo se acuesta, Vincent continúa explorando el asilo donde encuentra el cadáver de Porter antes de que Saw Tooth lo mate con una punta de metal. Al día siguiente, con la tormenta todavía en pleno efecto, los adolescentes permanecen atrapados. Jenna se encuentra en la cocina con los Hillickers con el cuerpo de Porter y corre para advertir a los demás. Después de que la cabeza cortada de Porter es arrojada al grupo, Claire es colgada de un balcón con alambre de púas por el trío y decapitada. El grupo intenta huir del edificio, pero les han quitado los cables de las bujías de sus motos de nieve. Lauren baja por la montaña en busca de ayuda mientras los demás se atrincheran en el consultorio del médico.
Kyle, Daniel y Sara van al sótano a buscar armas, pero Daniel es secuestrado, atado en una mesa de la cocina, lentamente masacrado y devorado vivo. Mientras los Hillickers estaban comiéndose a Daniel, fueron sorprendidos por el resto del grupo, quienes los persiguen y los encierran en una celda. Kyle se queda para vigilar a los hermanos, mientras los demás buscan los cables de las bujías. Cuando Kyle se duerme, los hermanos aprovechan para escapar de su celda y capturarlo. Luego, las chicas apuñalan accidentalmente a Kyle hasta matarlo después de confundirlo con uno de los Hillickers ya que éstos le habían cortado la lengua para que no pueda hablar. Los hermanos aparecen y persiguen a las chicas a través del edificio, obligándolas a salir por una ventana, pero Jenna muere antes de que pudiera escapar. Las chicas restantes son emboscadas por los caníbales que usaron las motos de nieve del grupo para perseguirlas afuera, donde Kenia resulta herida y Bridget es asesinada por One Eye.
A medida que amanece, Lauren se ha congelado hasta morir en la tormenta a unos metros de una carretera. Kenia todavía está siendo perseguida por One Eye cuando Sara reaparece y lo derriba de la moto de nieve, lo que permite a la pareja robarla y escapar. Mientras se alejan, se topan con una trampa de alambre de púas colocada por los caníbales y mueren decapitadas. Three Finger levanta sus cabezas y las pone en su grúa, antes de alejarse del sanatorio junto con sus hermanos.

## Elenco

### Reparto
| Actor              | Personaje                    |
| ------------------ | ---------------------------- |
| Jenny Pudavick.    | Kenia.                       |
| Tenika Davis.      | Sara.                        |
| Kaitlyn Leeb.      | Bridget.                     |
| Terra Vnesa.       | Jenna.                       |
| Victor Zinck Jr.   | Kyle.                        |
| Dean Armstrong.    | Daniel.                      |
| Ali Tataryn.       | Lauren.                      |
| Samantha Kendrick. | Claire.                      |
| Arne MacPherson.   | Doctor Ryan.                 |
| Kristen Harris     | Doctora Ann Marie McQuaid.   |
| Sean Skene.        | Tres Dedos/Vincent.          |
| Dan Skene.         | El Tuerto.                   |
| Scott Johnson      | Dientes De Sierra.           |
| Blane Cypurda      | Tres Dedos (8 Años).         |
| Tristan Carlucci   | El Tuerto (9 Años).          |
| BJ Verot.          | Dientes De Sierra (10 Años). |

## Producción
Jennifer Pudavick y Tenika Davis fueron elegidas para los papeles principales a finales de noviembre de 2010. A principios de diciembre de ese mismo año se había unido Kaitlyn Leeb y Terra Vnesa, igual con papeles protagonistas. La fotografía principal de la película se llevó a cabo en Canadá, en las ciudades de Winnipeg, y Brandón.

## Lanzamiento
Wrong Turn 4: Bloody Beginnings fue lanzado en DVD y Blu-ray el 25 de octubre de 2011. La película entró en la lista de DVD en el número 13, vendiendo 45,928 copias en su primera semana. Hasta la fecha, la película ha vendido 143.000 unidades en Estados Unidos, por un total de 3,1 millones de dólares. 